# Estelita en casa
Estelita en casa, fue un programa de entrevistas conducido por el músico, actor y humorista argentino Juan Martín Rago.
El programa de humor y enrevistas comenzó a trasmitirse  por América TV el lunes 3 de agosto. Se transmitió de lunes a viernes y comenzaba a las 0:30 horas. Fue conducido por el actor en el personaje de Jey Mammón, se realiza desde el apartamento del conductor y por medio de una computadora entrevista a diferentes figuras del quehacer televisivo argentino. 
Estelita ya llegó es el tema de apertura realizado por el propio Jey Mammón, al igual que el tema de cierre quien suele usar su piano. 
La primera invitada fue la actriz y conductora Juana Viale, con un rating de 1,9 puntos según Ibope.

“Está bueno irse a dormir viendo algo que te relaje un poco”
 Juan Martín Rago, agosto de 2020.